# Oxid
Et oxid er i uorganisk kemi en ladningsneutral, kovalent forbindelse mellem oxygen og et andet grundstof.
Formelt set refererer oxid til en forbindelse med oxygen i oxidationstrin -2, dvs disse forbindelser kan betragtes som indeholdende oxidionen, O2−. I nogle forbindelser findes oxygen i andre oxidationstrin, de mest almindelige af disse er peroxid med oxygen i oxidationstrin -1, jf. ionen O22− og superoxid, oxidationstrin -½ og ion O2−.
Et oxid navngives med græske numeriske præfikser alt efter antallet af oxygenatomer, dvs. monoxid, dioxid, trioxid og tetraoxid angiver hhv. et, to, tre og fire oxygenatomer i forbindelsen. Eksempler er f.eks. carbonmonoxid, CO, og carbondioxid, CO2.
- Wikimedia Commons har flere filer relateret til Oxid

| Naturvidenskab | Spire Denne naturvidenskabsartikel er en spire som bør udbygges. Du er velkommen til at hjælpe Wikipedia ved at udvide den. |